# Axel Vulpius
Axel Guido Vulpius (* 24. März 1926 in Heidelberg; † 15. März 2023 in Bonn) war ein deutscher Ministerialdirigent. Er galt als Pionier der Bildungsarbeit mit benachteiligten Gruppen, als Vordenker der VHS und der Erwachsenenbildung.

## Leben
Axel Vulpius war Abkömmling einer badischen Familie väterlicherseits, einer deutsch-baltischen Familie mütterlicherseits; Vorfahren des Vaters waren z. B. Oskar Vulpius, der Begründer der Orthopädie in Süddeutschland und der bekannten Vulpius Klinik in Bad Rappenau, Vorfahren der Mutter waren der Rechtsprofessor Karl Erdmann in Dorpat (heutiges Tartu, Estland) sowie der Philosoph Johann Eduard Erdmann in Halle (Saale).
1931 zog er mit Mutter und Schwester nach Kleinmachnow bei Berlin, von wo aus er das Zehlendorfer Gymnasium bis zum Notabitur besuchte und anschließend 1943 als Luftwaffenhelfer zu einer Flak-Batterie beordert wurde. 1943 meldete er sich freiwillig als Offiziersanwärter zur Panzertruppe und wurde als Fahnenjunker-Unteroffizier Anfang 1945 an die Front in Oberitalien versetzt. Dort geriet er in die Gefangenschaft einer Partisanengruppe, die ihn auf Wunsch der Dorfbewohner an die einrückenden Amerikaner übergab. Nach dem Aufenthalt in mehreren Kriegsgefangenenlagern (Brescia, Caserta, Pisa) wurde Vulpius im Frühjahr 1947 zu seiner Familie in die Sowjetische Besatzungszone entlassen.
Nachdem er das Abitur nachgeholt hatte, konnte Vulpius sich – unterstützt von Freunden seines im Krieg verstorbenen Onkels, des Historikers Carl Erdmann – Ende 1947 zuerst an der Humboldt-Universität in Ost-Berlin und nach zwei Semestern an der Universität Freiburg im Fach Jura immatrikulieren. Im Frühjahr 1949 erreichte Vulpius in einem leeren britischen Kohleflugzeug Westdeutschland, wechselte 1950 als juristischer Mitarbeiter nebenamtlich in den Deutschen Bundestag und zur Universität Bonn und legte seine beiden Staatsexamina in Köln und Düsseldorf ab. Die Promotion zum Dr. jur. utr. erlangte Vulpius nach Vorbereitung in Paris, Wien, London, Stockholm und Berlin bei Wilhelm Grewe mit einer Arbeit über die „Allparteienregierung“.
Zu Beginn seines Berufslebens trat Vulpius in das Bundesinnenministerium ein, wo er zunächst das Arbeitsgebiet „Soziale Fürsorge im Ausland“ verantwortete, wechselte dann nach einem Außendienst im Landkreis Eschwege und am Bundesverwaltungsgericht Berlin 1959 in die Abteilung „Zivilschutz“ mit den Aufgaben „Selbstschutz-Gesetzgebung und Öffentlichkeitsarbeit“. Später übernahm er das Referat Bildungsplanung für die Arbeitsgebiete Weiterbildung, Fernunterricht, Bildungsfernsehen und Bibliothekswesen. Aufgaben, die er im Wesentlichen beibehielt, als 1969 die Bildungsplanung vom Bundesministerium für Bildung und Wissenschaft (BMBW) übernommen wurde, in das er versetzt wurde und wo er sich u. a. in Modellversuchen schon bald für die Einführung der Zielgruppenarbeit in der Weiterbildung engagierte. Vulpius wurde retrospektiv zum Pionier der Bildungsarbeit mit benachteiligten Gruppen, z. B. für Menschen mit Behinderungen, Eltern, Alleinerziehende, Senioren, Erwerbslose sowie Strafgefangene, u. a. über die Einführung von Bildungsurlaub, und darüber hinaus für die Erweiterung von Bildungsangeboten in Fernsehen und Hörfunk.
Für die Erarbeitung eines Fernunterrichtsschutzgesetzes wurde Vulpius mit dem Bundesverdienstkreuz am Bande ausgezeichnet. Schließlich übernahm Vulpius als Ministerialdirigent die Leitung der Unterabteilung Organisation (Haushalt, Rechtsfragen, Personalwesen) und baute gleichzeitig die Bund-Länder-Kommission „Konzertierte Aktion Weiterbildung“ auf, die z. B. die Beteiligung von Fernschullehrern an Fernunterrichtsprüfungen umsetzte. Im März 1991 wurde Vulpius pensioniert.
Unmittelbar im Anschluss an seine Pensionierung war Vulpius fünf Jahre lang im Kultusministerium des neu gegründeten Bundeslandes Sachsen-Anhalt beratend in Kirchenangelegenheiten tätig, nachdem die Kirchen im Land Staatsleistungen und Staatskirchenverträge angemahnt hatten. Vulpius übernahm, voll eingegliedert in das Ministerium und in Zusammenarbeit mit der Staatskanzlei, die Leitung von Vertragsverhandlungen mit den sechs Evangelischen Kirchen in Sachsen-Anhalt sowie mit der Katholischen Kirche und der kleinen Jüdischen Gemeinde, wofür er mit dem Bundesverdienstkreuz 1. Klasse ausgezeichnet wurde. Darüber hinaus widmete er sich allen Fragen rund um die sonstigen Religionsgemeinschaften, einschließlich der Zusammenarbeit mit den Vereinigten Domstiftern zu Merseburg, Naumburg und dem Kollegiatstift Zeitz.
Zwei Jahre nach seiner Rückkehr nach Bonn bot ihm das Domkapitel der Vereinigten Domstifter das Amt eines Domherrn an, das Vulpius trotz der Entfernung am 8. April 1994 annahm. Nach 14 Jahren wechselte er altersbedingt am 5. Mai 2008 in das Amt eines Ehrendomherrn, eine Zeit, in die auch die Ernennung des Naumburger Doms zum UNESCO-Weltkulturerbe fiel.
Vulpius war verheiratet und hatte mit seiner Frau drei Kinder. Dem Deutschen Tagebucharchiv Emmendingen überließ er eine rund 1000-seitige Darstellung seiner Biographie mit umfangreichen Quellen- und Dokumentationsmaterialien, überdies einen unfertigen „Kommentar zu den 15 Staatskirchenverträgen der Neuen Bundesländer seit 2000“. Zwischenzeitlich wurde der erste abgeschlossene Wittenberger Vertrag von Russland angefordert und vom Auswärtigen Amt übersetzt. Nachhaltig bleibt auch die Vulpius-Stiftung Naumburger Dom für die Kirchenfenster der Taufkapelle.

## Mitgliedschaften
- Vorsitzender des Verwaltungsrates der Vulpius Klinik in Bad Rappenau (1972–2005)
- Stellvertretender Synodaler der Synode der Evangelischen Kirche in Deutschland
- Domkapitel der Vereinigten Domstifter zu Merseburg und Naumburg und des Kollegiatstifts Zeitz
- Präsidium der Deutschen Sektion der Internationalen Juristenkommission, später Ehrenmitglied
- Vorsitzender der Schulpflegschaft des Carl von Ossietzky Gymnasiums
- Lese- und Erholungsgesellschaft Bonn
- Eduard-Erdmann-Gesellschaft Süderbrarup/Schleswig
- Vorsitzender des Evangelischen Kirchbauvereins Bonn-Röttgen
- Bürger für Beethoven Bonn
- Verein der Freunde und Förderer der Vereinigten Domstifter e. V.

## Auszeichnungen
- Bundesverdienstkreuz am Bande 1987: Ehrung für ehrenamtliches Engagement
- Verdienstkreuz 1. Klasse des Verdienstordens der Bundesrepublik Deutschland 2008
- Ernennung zum Domherrn des Domkapitels der Vereinigten Domstifter zu Merseburg und Naumburg und des Kollegiatstifts Zeitz am 7. April 1997
- Ernennung zum Ehrendomherrn am 6. Mai 2008
- Errichtung der Vulpius-Stiftung Naumburger Dom „Lippenstift der Uta“

## Schriften (Auswahl)

### Zivilschutz
- Rechtsfragen der Notstandsgesetzgebung. In: Bull. Presse und Info BReg. Nr. 203 (15.11.1963), S. 1781.
- Bemerkungen zur Öffentlichkeitsarbeit (1. Teil 1964). In: ZB 9 (1964), H. 2, S. 16–17.; 4: dto. (2. Teil 1964). In: ZB 9 (1964), H. 3, S. 6–8.
- Erwiderung auf die Thesen von Prof. Dr. Ridder in seinem Schreiben vom 21. Mai 1965 an die Mitglieder des Bundestages, i. A. des BMI 1965.

### Bibliothekswesen
- Zur Bibl.-Politik d. Bundes 1965–1980.In: ERLC 1(1991), No. 4, S. 427–450.

### Fernunterricht
- Die Geburtsstunde der gesetzlichen Fernunterrichtskontrolle. In: Festschrift. Schönherr. Lang, Peter (Hrsg.), Frankfurt am Main u. a., 1991, S. 141–150.

### Bildung/Weiterbildung (WB)
- Die Bedeutung des Funk-Kollegs für das Bildungswesen. In: Bull. Presse und Info BReg. Nr. 58, 2. Juni 1967, S. 498–499.
- Erläuterungen zum Bildungsplanungsbericht. In: Bull. Presse und Info BReg. Nr. 113, 17. Oktober 1967, S. 969–971.
- Volkshochschulzertifikate. In: Postfach 100, hrsg. v. Bundespresse- und Informationsdienst. 30. Dezember 1970.
- Die Weltkonferenz der UNESCO für Erwachsenenbildung. In: Int. Vierteljahresschrift. Fernsehen und Bildung 2 (1972), S. 271–274.
- Die Mitwirkungschancen von Hochschulen in der Weiterbildung. In: aue Info (Hrsg.) v. AUE, Hannover, 1975, S. 41–42.
- Beiträge zur Systematisierung des Bildungsurlaubs. In: Int. Jahrb. f. EB 1975. Knoll, Joachim (Hrsg.), Gütersloh, 1975, S. 133–144.
- WB in der BRD. Stand u. Entwicklung. In: EB Öster.,(1977), H. 6, S. 281–290.
- WB statt EB. In: Hess. Blätter (1979), S. 63–70. (+ Nr. 25 Teil II).
- Ziel- und Randgruppenarbeit in der WB Erwerbsloser. HH: UIE. 1981. In: Knoll, Joachim H. (Hrsg.), Germ. Com. f. UNESCO, HH 1985, S. 114 ff.
- Adult education and community development. In: Council of Europe. Strasbourg, 25. April 1984. Draft Report in: CC-GP 5, 1994, S. 1–24.
- WB statt EB – terminologische ,Missetat‘ oder bildungspolitische Notwendigkeit? In: Bildung und Erziehung; 1980–2003; 41 (1988) 1, S. 7–12.
- Die Konzertierte Aktion Weiterbildung: Ein neues Clearinginstrument. In: AUE: Perspektiven der wiss. WB für die 90ger Jahre. H,1990, Nr. 23, S. 36–43.
- Was heißt eigentlich konservativ? Späte Rezension eines mutigen Beitrags. In: E. Nuissl (Hrsg.), Person und Sache, zum 70. Geburtstag von Hans Tietgens / PAS/DVV, Klinkhardt Bad Heilbrunn, 1992, S. 67–75.
- Die Konzertierte Aktion Weiterbildung (KAW) und ihre Kritiker. In: Arabin. Lothar (Hrsg.). In: DVV: Planen. Gestalten, Dokumentieren / DVV Bonn, 2001, S. 55–60.

### Staatskirchenrecht
- Der Evangelische Kirchenvertrag unter besonderer Berücksichtigung der Nihil obstat-Frage. In: JöR 43,1995, S. 327–354.
- Zur Nihil obstat-Frage in den neuen Evangelischen Kirchenverträgen – Erwiderung auf A. v. Campenhausen, NVwZ, (1995, S. 757). In: NVwZ. 5, 1996, S. 460–461.
- Betrachtungen zu den Evangelischen Kirchenverträgen. In: Forschungen zur Kirchenrechtswissenschaft, Hg.: Grabenwarter/Lüdecke 2002, Band 33, S. 216–234.

### Verschiedenes aus dem Berufs- und gesellschaftlichen Leben
- Zum 100. von Generalbundesanwalt L. Martin, in: Stadt Karlsruhe 2009.
- Staatsbild und Verwaltungsrechtsprechung, Festvortrag zum 10-jährig. Bestehen des Bundesverwaltungsgerichts. In: Das Recht im Amt 11, 1963, H. 2, S. 11.

## Leserbriefe / Positionen (Auswahl)
- Brief an Intendanten des Wiener Burgtheaters, 3. Juni 2007, DTA, Vulpius Biographie, S. 542.
- Brief an Prof. Dr. Bernhard Schlink, Erwiderung auf „Die erschöpfte Generation“ (SPIEGEL 2003), 1. August 2007, DTA, Vulpius Biographie, S. 550.
- Die SPD wollte keine schnelle Wiedervereinigung, FAZ, 24. Dezember 2006, DTA, Vulpius Biographie, S. 635.
- Mehr in anderen Quellen, Erwiderung auf Schirrmacher im Gespräch mit Egon Bahr (30.04.2005), FAZ, 1. Juni 2005, DTA, Vulpius Biographie, S. 634.
- Nicht von der Hand zu weisen (1998) – Betr. Blockflöten-Vergangenheit; In: General-Anzeiger (GA), 10. Juni 1998, DTA, Vulpius Biographie, Band 2, S. 822.
- Brief an Hrsg. „Frankfurter Anthologie“ Reich-Ranicki, 03.12.97, DTA, Vulpius Biographie, S. 486.
- Brief an den Intendant der Godesberger Kammerspiele Beilharz, 29.10.96, DTA, Vulpius Biographie, S. 480.
- Versöhnung (1995); In: Die Kirche 28/1995, DTA, Vulpius Biographie, Band 2, 821.
- Brief an Redaktion der Volksstimme, 10.05.94, DTA, Vulpius Biographie, S. 467.
- Zuhören und aufeinander zugehen – Missverständnisse zwischen Ost und West abbauen; In Rheinischer Merkur, Nr. 52, 24.12.93, S. 26.
- Neuer Kirchenvertrag in Sachsen-Anhalt u. Unterzeichnungsansprache Kirchenpräs. Dr. Natho ‚Glücksfall Vulpius‘; In: FAZ. 14.9.93.
- Brief an Probst Heino Falke, Augustiner-Kloster, 02.06.93, DTA, Vulpius Biographie, S. 459.
- Brief an Vors. Zentralrat der Juden Ignatz Bubis, 20.08.93, DTA, Vulpius Biographie, S. 462.
- Ein Jahr danach (1991); In: idea-Spektrum 38/1991, DTA, Vulpius, Band 2, S. 819.
- Eine Gegenstimme aus dem Osten; In: Dt. Kommentare 30.10.50, DTA, Vulpius Biographie, Band 2, S. 817.